# Chambeire
Chambeire é uma comuna francesa na região administrativa da Borgonha-Franco-Condado, no departamento de Côte-d'Or. Estende-se por uma área de 6,25 km². Em 2010 a comuna tinha 396 habitantes (densidade: 63,4 hab./km²).